# Bataille de Castel di Sangro
Guerre napolitaine
Batailles
Batailles des Cents-Jours
Campagne du duc d'Angoulême
- Ajaccio
- Bonifacio
- Montélimar
- Loriol

Campagne de Belgique
- Ligny
- Quatre-Bras
- Waterloo
- Wavre

Campagne de France de 1815
- Maubeuge
- Huningue
- La Souffel
- Vélizy
- Rocquencourt
- Sèvres
- Issy

Guerre napolitaine
- Panaro
- Ferrare
- Occhiobello
- Carpi
- Casaglia
- Ronco
- Cesenatico
- Pesaro
- Scapezzano
- Tolentino
- Ancône
- Castel di Sangro
- San Germano
- Gaète

Guerre de Vendée et Chouannerie de 1815
- Les Échaubrognes
- L'Aiguillon
- Aizenay
- Sainte-Anne-d'Auray
- Cossé
- Saint-Gilles-sur-Vie
- Redon
- Les Mathes
- Muzillac
- Rocheservière
- Thouars
- Auray
- Châteauneuf-du-Faou
- Guérande
- Fort-la-Latte

La bataille de Castel di Sangro se déroula pendant la guerre napolitaine.

## La bataille
Après la victoire autrichienne à Tolentino, la 4e division de l'armée napolitaine, commandée par le général Andrea Pignatelli di Cerchiara s'était détaché de l'armée principale sur ordre du roi Joachim Murat, et battaient en retraite vers le sud. Le général autrichien Frédéric Bianchi, donna l'ordre à son avant-garde, composée de hussards hongrois et de Jagers Tyroliens, de se lancer à leur poursuite. Les Autrichiens rattrapent finalement les Napolitains le 13 mai dans la ville de Castel di Sangro. À la vue des hussards, les Napolitains se mirent en formation carrée. Toutefois, la 4e division, très affaiblie pendant la campagne, avait été réduite à moins de 2 000 hommes. Les hussards brisèrent les Napolitains et les mirent en déroute.

## Sources
- Capt. Batty, An Historical Sketch of the Campaign of 1815, London (1820)
- Details of battle at Clash of Steel